# Термінал ЗПГ Ачу
Термінал ЗПГ Ачу — інфраструктурний об'єкт для імпорту зрідженого природного газу (ЗПГ) до Бразилії.
У другій половині 2010-х у Бразилії узялись за розвиток кількох проєктів, які передбачали імпорт ЗПГ з використанням його для виробництва електроенергії на майданчиках, розташованих поряд з імпортним терміналом. При цьому обрали варіант плавучих регазифікаційних терміналів, які потребують менше капітальних інвестицій та часу на створення. Другим об'єктом такого типу є термінал в Ачу (штат Ріо-де-Жанейро), який став до ладу наприкінці 2020 року.
Термінал розмістили у складі комплексу «Суперпорт Ачо» — повністю нового (почав роботу в 2014-му) грандіозного порту, пропускну здатність якого планується довести до 300 млн тонн на рік. Причальні споруди терміналу знаходяться із внутрішньої сторони північного хвилеламу.
Від місця розташування плавучої установки регазифікована продукція подаватиметься до розташованої за 2,5 км ТЕС GNA I потужністю 1238 МВт, а у першій половині 2020-х планується звести ТЕС GNA II з показником 1700 МВт (також можливо відзначити, що надалі збираються розмістити в порту Ачо газопереробний завод, який провадитиме підготовку продукції офшорних родовищ, та довести загальну потужність місцевого електроенергетичного комплексу до 6,4 ГВт). Первісно район Ачу не буде з'єднаний із газотранспортною системою, яка проходить за пів сотні кілометрів від порту (Gasene), проте в подальшому ймовірне прокладання тут перемички.
Для терміналу на 23 роки зафрахтували плавучу установку зі зберігання та регазифікації (FSRU) BW Magna, здатну регазифікувати 28 млн м3 на добу. Вона увійшла до порту влітку 2020-го, а наприкінці грудня прийняла першу партію ЗПГ із газового танкера Kmarin Emerald.